# TransDigm Group
Die TransDigm Group ist ein US-amerikanischer Flugzeugzulieferer mit Sitz in Cleveland.

## Geschichte
Das Unternehmen entstand durch das Zusammenkaufen von zahlreichen kleineren amerikanischen Unternehmen. Bis zum Börsengang 2006 war es im Besitz von Private-Equity-Gesellschaften.
Im Jahr 2010 wurde die McKechnie Aerospace Holdings übernommen. 2014 wurde das Unternehmen Elektro-Metall Export GmbH aus Ingolstadt übernommen. 2015 wurde das Unternehmen Telair aus Miesbach übernommen. Im Februar 2017 übernahm TransDigm die Schroth Safety Products in Arnsberg von der Takata-Group. Aus kartellrechtlichen Gründen musste TransDigm Schroth  jedoch nach nur 11 Monaten wieder verkaufen.

## Tochtergesellschaften in Deutschland
- Telair International GmbH, Miesbach
- Elektro-Metall Export GmbH, Ingolstadt